# Maliattha inconcisa
Maliattha inconcisa är en fjärilsart som beskrevs av Butler 1882. Maliattha inconcisa ingår i släktet Maliattha och familjen nattflyn. Inga underarter finns listade i Catalogue of Life.